# Wereldkampioenschap superbike van Hockenheim 1993
Het wereldkampioenschap superbike van Hockenheim 1993 was de tweede ronde van het wereldkampioenschap superbike 1993. De races werden verreden op 9 mei 1993 op de Hockenheimring Baden-Württemberg nabij Hockenheim, Duitsland.

## Race 1
| Pos | Nr  | Rijder               | Constructeur | Rondes | Tijd         | Grid | Punten |
| --- | --- | -------------------- | ------------ | ------ | ------------ | ---- | ------ |
| 1   | 9   | Giancarlo Falappa    | Ducati       | 14     | 29:26.530    | 3    | 20     |
| 2   | 5   | Fabrizio Pirovano    | Yamaha       | 14     | +0.220       | 6    | 17     |
| 3   | 4   | Carl Fogarty         | Ducati       | 14     | +0.390       | 4    | 15     |
| 4   | 6   | Aaron Slight         | Kawasaki     | 14     | +0.640       | 5    | 13     |
| 5   | 15  | Adrien Morillas      | Kawasaki     | 14     | +0.870       | 7    | 11     |
| 6   | 11  | Scott Russell        | Kawasaki     | 14     | +1.180       | 1    | 10     |
| 7   | 19  | Andreas Hofmann      | Kawasaki     | 14     | +17.480      | 9    | 9      |
| 8   | 32  | Terry Rymer          | Yamaha       | 14     | +28.440      | 10   | 8      |
| 9   | 14  | Christer Lindholm    | Yamaha       | 14     | +31.060      | 15   | 7      |
| 10  | 75  | Roger Kellenberger   | Yamaha       | 14     | +31.540      | 23   | 6      |
| 11  | 20  | Jeffry de Vries      | Yamaha       | 14     | +34.420      | 19   | 5      |
| 12  | 111 | Edwin Weibel         | Ducati       | 14     | +34.850      | 14   | 4      |
| 13  | 45  | Dominique Sarron     | Yamaha       | 14     | +35.230      | 20   | 3      |
| 14  | 40  | Udo Mark             | Yamaha       | 14     | +36.670      | 24   | 2      |
| 15  | 52  | Bernhard Schick      | Ducati       | 14     | +44.170      | 21   | 1      |
| 16  | 34  | Mauro Lucchiari      | Ducati       | 14     | +44.370      | 17   |        |
| 17  | 23  | Fabrizio Furlan      | Kawasaki     | 14     | +44.610      | 28   |        |
| 18  | 37  | Hervé Moineau        | Suzuki       | 14     | +56.980      | 22   |        |
| 19  | 54  | Tripp Nobles         | Honda        | 14     | +57.300      | 35   |        |
| 20  | 72  | Valerio Destefanis   | Yamaha       | 14     | +57.610      | 27   |        |
| 21  | 46  | Brian Morrison       | Kawasaki     | 14     | +57.960      | 29   |        |
| 22  | 76  | Rainer Jänisch       | Suzuki       | 14     | +58.170      | 30   |        |
| 23  | 74  | Peter Rubatto        | Ducati       | 14     | +1:05.240    | 33   |        |
| 24  | 70  | Aldeo Presciutti     | Ducati       | 14     | +1:05.490    | 25   |        |
| 25  | 30  | Ernst Gschwender     | Kawasaki     | 14     | +1:22.040    | 16   |        |
| 26  | 63  | Edgar Schneyder      | Ducati       | 14     | +1:41.040    | 37   |        |
| 27  | 79  | Karl-Heinz Henneman  | Yamaha       | 14     | +1:47.570    | 38   |        |
| 28  | 39  | Hans Peter Klampfer  | Yamaha       | 14     | +1:47.970    | 39   |        |
| 29  | 62  | Roberto Biagioli     | Kawasaki     | 14     | +1:48.820    | 36   |        |
| 30  | 10  | Piergiorgio Bontempi | Kawasaki     | 13     | +1 ronde     | 11   |        |
| 31  | 26  | Árpád Harmati        | Yamaha       | 11     | +3 ronden    | 32   |        |
| DNF | 80  | Simon Crafar         | Ducati       | 13     | Uitgevallen  | 18   |        |
| DNF | 7   | Stéphane Mertens     | Ducati       | 10     | Uitgevallen  | 2    |        |
| DNF | 8   | Daniel Amatriaín     | Ducati       | 7      | Uitgevallen  | 26   |        |
| DNF | 17  | Baldassarre Monti    | Ducati       | 6      | Uitgevallen  | 13   |        |
| DNF | 27  | Fred Merkel          | Yamaha       | 4      | Uitgevallen  | 12   |        |
| DNF | 56  | Karl Truchsess       | Kawasaki     | 4      | Uitgevallen  | 31   |        |
| DNF | 16  | Juan Garriga         | Ducati       | 3      | Uitgevallen  | 8    |        |
| DNS | 38  | Beni Metzger         | Yamaha       | 0      | Niet gestart | 34   |        |
| DNS | 36  | Sven Seidel          | Suzuki       | 0      | Niet gestart | 40   |        |

## Race 2
| Pos | Nr  | Rijder               | Constructeur | Rondes | Tijd              | Grid | Punten |
| --- | --- | -------------------- | ------------ | ------ | ----------------- | ---- | ------ |
| 1   | 11  | Scott Russell        | Kawasaki     | 14     | 29:06.530         | 1    | 20     |
| 2   | 16  | Juan Garriga         | Ducati       | 14     | +1.570            | 8    | 17     |
| 3   | 9   | Giancarlo Falappa    | Ducati       | 14     | +2.040            | 3    | 15     |
| 4   | 6   | Aaron Slight         | Kawasaki     | 14     | +3.590            | 5    | 13     |
| 5   | 5   | Fabrizio Pirovano    | Yamaha       | 14     | +3.830            | 6    | 11     |
| 6   | 7   | Stéphane Mertens     | Ducati       | 14     | +10.740           | 2    | 10     |
| 7   | 4   | Carl Fogarty         | Ducati       | 14     | +10.980           | 4    | 9      |
| 8   | 15  | Adrien Morillas      | Kawasaki     | 14     | +26.380           | 7    | 8      |
| 9   | 10  | Piergiorgio Bontempi | Kawasaki     | 14     | +38.110           | 11   | 7      |
| 10  | 80  | Simon Crafar         | Ducati       | 14     | +38.450           | 18   | 6      |
| 11  | 111 | Edwin Weibel         | Ducati       | 14     | +38.790           | 14   | 5      |
| 12  | 27  | Fred Merkel          | Yamaha       | 14     | +48.560           | 12   | 4      |
| 13  | 14  | Christer Lindholm    | Yamaha       | 14     | +51.880           | 15   | 3      |
| 14  | 75  | Roger Kellenberger   | Yamaha       | 14     | +54.100           | 23   | 2      |
| 15  | 8   | Daniel Amatriaín     | Ducati       | 14     | +58.170           | 26   | 1      |
| 16  | 45  | Dominique Sarron     | Yamaha       | 14     | +58.900           | 20   |        |
| 17  | 40  | Udo Mark             | Yamaha       | 14     | +1:03.040         | 24   |        |
| 18  | 52  | Bernhard Schick      | Ducati       | 14     | +1:04.030         | 21   |        |
| 19  | 26  | Árpád Harmati        | Yamaha       | 14     | +1:04.280         | 32   |        |
| 20  | 46  | Brian Morrison       | Kawasaki     | 14     | +1:04.490         | 29   |        |
| 21  | 54  | Tripp Nobles         | Honda        | 14     | +1:07.840         | 35   |        |
| 22  | 37  | Hervé Moineau        | Suzuki       | 14     | +1:08.080         | 22   |        |
| 23  | 72  | Valerio Destefanis   | Yamaha       | 14     | +1:16.640         | 27   |        |
| 24  | 17  | Baldassarre Monti    | Ducati       | 14     | +1:26.130         | 13   |        |
| 25  | 56  | Karl Truchsess       | Kawasaki     | 14     | +1:30.120         | 31   |        |
| 26  | 70  | Aldeo Presciutti     | Ducati       | 14     | +1:41.180         | 25   |        |
| 27  | 63  | Edgar Schneyder      | Ducati       | 14     | +1:57.270         | 37   |        |
| 28  | 79  | Karl-Heinz Henneman  | Yamaha       | 14     | +2:06.490         | 38   |        |
| DNF | 76  | Rainer Jänisch       | Suzuki       | 11     | Uitgevallen       | 30   |        |
| DNF | 23  | Fabrizio Furlan      | Kawasaki     | 10     | Uitgevallen       | 28   |        |
| DNF | 30  | Ernst Gschwender     | Kawasaki     | 4      | Uitgevallen       | 16   |        |
| DNF | 74  | Peter Rubatto        | Ducati       | 4      | Uitgevallen       | 33   |        |
| DNF | 34  | Mauro Lucchiari      | Ducati       | 3      | Uitgevallen       | 17   |        |
| DNF | 20  | Jeffry de Vries      | Yamaha       | 3      | Uitgevallen       | 19   |        |
| DNF | 62  | Roberto Biagioli     | Kawasaki     | 3      | Uitgevallen       | 36   |        |
| DNF | 19  | Andreas Hofmann      | Kawasaki     | 2      | Uitgevallen       | 9    |        |
| DNF | 32  | Terry Rymer          | Yamaha       | 1      | Uitgevallen       | 10   |        |
| DSQ | 39  | Hans Peter Klampfer  | Yamaha       | 13     | Gediskwalificeerd | 39   |        |
| DNS | 38  | Beni Metzger         | Yamaha       | 0      | Niet gestart      | 34   |        |
| DNS | 36  | Sven Seidel          | Suzuki       | 0      | Niet gestart      | 40   |        |

## Tussenstanden na wedstrijd
| Pos | Nr | Rijder            | Team     | Punten |
| --- | -- | ----------------- | -------- | ------ |
| 1   | 9  | Giancarlo Falappa | Ducati   | 75     |
| 2   | 11 | Scott Russell     | Kawasaki | 64     |
| 3   | 6  | Aaron Slight      | Kawasaki | 47     |
| 4   | 5  | Fabrizio Pirovano | Yamaha   | 43     |
| 5   | 15 | Adrien Morillas   | Kawasaki | 37     |

1988 · 1989 · 1990 · 1991 · 1992 · 1993 · 1994 · 1995 · 1996 · 1997 · 1999 · 2000